# Roeboides occidentalis
Roeboides occidentalis és una espècie de peix de la família dels caràcids i de l'ordre dels caraciformes.

## Morfologia
- Els mascles poden assolir 13 cm de llargària total.[5]

## Hàbitat
Viu en zones de clima tropical.

## Distribució geogràfica
Es troba des del vessant pacífic de Panamà i Colòmbia fins al nord de l'Equador.